# Jagdstaffel 33
Jagdstaffel 33 – Königlich Preußische Jagdstaffel Nr. 33 – Jasta 33 – jednostka lotnictwa niemieckiego Luftstreitkräfte z okresu I wojny światowej.

## Informacje ogólne
Jednostka została utworzona 14 grudnia 1916 roku we Fliegerersatz Abteilung Nr. 3 w Gocie. Organizację eskadry powierzono porucznikowi Heinrichowi Lorenzowi z Jasta 1. Została skierowana na front 1 marca 1917 roku. Swoją działalność eskadra rozpoczęła w szeregach Armii A. 22 kwietnia została przeniesiona w rejon Villers au Terte w obszar działania 4 Armii. Od sierpnia 1917 została dołączono do Jagdgruppe 11 pod dowództwem porucznika Otto Schmidta. Kolejnym przyporządkowaniem była Jagdgruppe 10 (kwiecień 1918). Od lipca 1918 roku wchodziła w skład Jagdgruppe 7 dowodzonej przez por. Emila Thuy.
W czasie całej swojej działalności jednostka walczyła na froncie zachodnim na między innymi na samolotach LFG Roland D.VI, Fokker D.VII, Fokker Dr.I.
Pierwsze zwycięstwo piloci eskadry odnieśli w dniu 24 kwietnia 1917 roku. W tym też dniu poniosła pierwsze straty.
Jasta 33 w całym okresie wojny odniosła 44 zwycięstw. W okresie od kwietnia 1917 do listopada 1918 roku jej straty wynosiły 6 zabitych w walce, 1 zabity w wypadku, 7 rannych.
Łącznie w jednostce służyło 5 asów myśliwskich: Emil Schäpe (17), Carl-August von Schoenebeck (4), Heinrich Lorenz (4), Robert Heibert (1), Kurt Jacob (1).

## Dowódcy Eskadry
| Stopień   | Nazwisko                    | Okres                   |
| --------- | --------------------------- | ----------------------- |
| Porucznik | Heinrich Lorenz             | 14.12.1916 – 15.06.1917 |
| Porucznik | Johann Hesselink            | 18.06.1917 – 14.07.1917 |
| Porucznik | Heinrich Lorenz             | 14.06.1917 – 24.06.1918 |
| Porucznik | Carl-August von Schoenebeck | 11.07.1918 – 11.11.1918 |